# Конкиста-д’Уэсти
Конкиста-д’Уэсти (порт. Conquista D'Oeste) — муниципалитет в Бразилии, входит в штат Мату-Гросу. Составная часть мезорегиона Юго-запад штата Мату-Гроссу. Входит в экономико-статистический микрорегион Алту-Гуапоре. Население составляет 2947 человек на 2006 год. Занимает площадь 2698,008 км². Плотность населения — 1,1 чел./км².

## Статистика
- Валовой внутренний продукт на 2003 год составляет 12 483 408,00 реалов (данные: Бразильский институт географии и статистики).
- Валовой внутренний продукт на душу населения на 2003 год составляет 4488,82 реалов (данные: Бразильский институт географии и статистики).